# Radovan Krivokapić
Radovan Krivokapić (in serbo Радован Кривокапић?; Bačka Topola, 14 agosto 1978) è un allenatore di calcio ed ex calciatore serbo, fino al 2003 jugoslavo e al 2006 serbo-montenegrino, di ruolo centrocampista.

## Carriera
Debutta da professionista nel 1996 con il Vojvodina Novi Sad, ma viene subito mandato in prestito una stagione al Bečej. Rientrato a Novi Sad diventa uno dei pilastri della formazione biancorossa.
All'inizio della stagione 2002-2003, proprio le sue ottime prestazioni gli valgono l'ingaggio da parte della Stella Rossa, con cui vince due campionati di Serbia e Montenegro e altrettante Coppe di Serbia e Montenegro.
Nel gennaio del 2007 viene ceduto in prestito, per sei mesi al Vojvodina Novi Sad, dove chiude la stagione. Nell'estate dello stesso anno si trasferisce in Grecia al neopromosso Veria.

## Palmarès

### Giocatore

#### Club

##### Competizioni nazionali
- Campionato di Serbia e Montenegro: 2

Stella Rossa: 2003-2004, 2005-2006
- Coppa di Serbia e Montenegro: 2

Stella Rossa: 2003-2004, 2005-2006